# 提尔的威廉
提尔的威廉（拉丁语：Willelmus Tyrensis 或 Guillelmus Tyrensis，法语：Guillaume de Tyr，意大利语：Guglielmo di Tiro，希腊语：Γουλιέλμος της Τύρου，约1130年－1186年9月29日）是中世纪高级教士和编年史作家。身为提尔大主教，他有时被称为威廉二世，以和他的一位前任梅赫伦的威廉区分开来。耶路撒冷王国于第一次十字军东征后在1099年建立，威廉出身耶路撒冷王国上层阶级，在耶路撒冷长大成人。他用了二十年时间在欧洲的大学接受博雅教育，学习教会法。
威廉于1165年返回耶路撒冷之后，国王阿莫里任命其为大使，遣他出使东罗马帝国。威廉在成为国王的儿子、未来国王鲍德温四世的家庭教师后，发现鮑德溫是个麻风病人。威廉在阿莫里死后，担任王国中两个最高级的职务书记长及提尔大主教。后在1179年，威廉带领东方代表团出席了第三次拉特朗公会议。不过，由于他卷入了鲍德温四世统治期间的宫廷斗争，因此在敌对阵营控制了王室事务以后，他的显赫地位受到了削弱。威廉最终未能当选久负盛名的耶路撒冷宗主教，并可能于1186年默默无闻的死去。
威廉曾写下拉特朗公会议的记录以及一部穆罕默德时代以来的伊斯兰国家历史，但这两部作品都没能流传下来。他以耶路撒冷王国历史的作者身份闻名于今。威廉在其有生之年，用优美的拉丁文写作他的编年史，而这部作品中还引用了大量的古典文学。该编年史有时被冠以《大海彼岸的历史往事》（Historia rerum in partibus transmarinis gestarum）或《耶路撒冷历史》（Historia Ierosolimitana）之名，或简称为《历史》（Historia）。这部作品在他死后很快就被翻译成法文，随后又被译为多种不同的语言。由于他所写的这部编年史是现存唯一一部十二世纪耶路撒冷人所写的同时代当地历史，因此历史学家通常认为威廉的记述是可信的。然而，近世更多的历史学家表示，威廉卷入王国政治纠纷，使他的记述可以看出带有明显的偏见。尽管如此，他仍被视为十字军中最伟大的编年史作家，以及中世纪最好的作家之一。

## 早年生涯

1165年的十字军国家

耶路撒冷王国于1099年第一次十字军东征结束时成立，是四个十字军建立的基督教领地中的第三个，其建立时间晚于埃德萨伯国和安条克亲王国，早于的黎波里伯国。耶路撒冷王国经其前三位统治者布永的戈弗雷（1099年–1100年在位）、他的兄弟鲍德温一世（1100年–1118年在位）以及他们的表兄弟鲍德温二世（1118年–1131年在位）拓土开疆，领土大致涵括了今天的以色列、巴勒斯坦和黎巴嫩。在王国的前几十年里，成千上万的朝圣者前来访问这基督教世界的圣地，使王国人口激增。来自意大利地中海城邦以及法国的商人，渴望开拓东方丰厚的贸易市场。
威廉对法国和意大利都很熟悉，其家庭可能源自两个国家中的其一。他的父母可能是在王国定居的商人，“似乎很富有”，至于他们是参加了第一次十字军东征来于此，抑或是后来才到这里，已无从所知。威廉大约于1130年在耶路撒冷出生。他至少还有一个哥哥，名为拉尔夫，是该城市民及商会的平民领袖。除了他的母亲死于1165年之前以外，关于其家庭的更多情况皆不为人所知。
威廉儿时在耶路撒冷圣墓教堂内的教堂学校接受教育。大学者或校长比萨人乔万尼教导威廉阅读和书写，并初步传授其拉丁语。从《历史》中可以明确得知，他还懂法语，也许还懂意大利语。他偶尔还会使用希腊语、波斯语以及阿拉伯语，但是没有足够的证据来证明他是否学习过这些语言。
威廉大约于1145年前往欧洲，在法国和意大利的学校继续接受教育，他主要在“十二世纪基督教世界的两个最重要的学术中心”巴黎和博洛尼亚学习。这些学校在13世纪以前都尚不是官方大学，但是到11世纪末，两地都涌现出大批的艺术和科学学校。这些学校和教堂学校是分开的，由自食其力的教授建立，这些教授都是各自学术领域的大师。来自欧洲各地的学生聚集于这些学校，聆听大师的讲座。威廉在巴黎和奥尔良大约学习了十年文科和神学，他的教授曾是沙特尔的蒂埃里和普瓦捷的吉尔伯特的学生。他还曾于默伦的罗贝尔、小桥的亚当以及其他人门下学习。在有着“古典研究的伟大中心之一”之称的奥尔良，他从奥尔良的希拉里那里阅读古罗马的文学作品（使其以“作家”身份闻名），和苏瓦松的威廉学习数学（“特别是欧几里德”）。他还向伦巴第人彼得和叙利的莫里斯学习了六年神学。嗣后，他在博洛尼亚师从“四博士”拉文纳港的于格、布加鲁斯、马丁努斯·哥西亚和巴赖尼的雅克布学习民法和教会法。威廉的教授名单，“给我们列举了几乎所有所谓12世纪的文艺复兴的语法学家、哲学家、神学家和法律导师”，也表明了他和任何欧洲神职人员一样受到过良好的教育。与他同时代的索尔兹伯里的约翰也有许多与威廉相同的老师。

## 在耶路撒冷的政治及宗教生涯
耶路撒冷最高的宗教和政治职位通常由前来朝圣或参加十字军东征的欧洲人把持。威廉是少数接受过欧洲教育的本地人，且受擢升也相当快。他于1165年返回圣地之后成为阿克主教座堂法政牧师。1167年，威廉在国王阿莫里的支持下获提尔大主教拉罗什的弗雷德里克指定为提尔主教座堂总执事。
阿莫里在1164年上台伊始，便定下了征服埃及的目标。在此五十年前，国王鮑德溫一世曾入侵埃及，孱弱的法蒂玛王朝被迫每年向耶路撒冷纳贡。而此时强大的赞吉王朝苏丹努爾丁已掌控耶路撒冷以东的穆斯林领土，阿莫里只好打埃及的主意。在第二次十字军于1148年围攻大马士革惨败后的第六年，努尔丁于1154年控制了大马士革。这使得耶路撒冷此时只能向西南朝着埃及扩张了，在1153年，法蒂玛在巴勒斯坦的最后一处前哨站阿斯卡隆被十字军攻陷。然而，努尔丁亦想获得埃及，便派军阻碍阿莫里实施计划。这就是威廉从欧洲返回时东方的局势。1167年，阿莫里和东罗马帝国皇帝曼努埃尔一世·科穆宁的侄孙女玛丽亚·科穆内娜结婚。1168年，国王派威廉去敲定一份关于东罗马和十字军联合作战对抗埃及的条约。这次远征是阿莫里的第四次远征，也是他首次获得东罗马海军支持的远征。可是，阿莫里却等不及舰队抵达，便设法占领了杜姆亚特，但是没过几年，就被努尔丁的将军萨拉丁驱逐了出去，萨拉丁后来成为耶路撒冷最大的威胁。
同时，威廉在王国内继续步步高升。1169年，他可能是为了回应大主教弗雷德里克对他的指控，访问了罗马，假若原因的确如此，指控的内容已不得而知。威廉的这一举动，也有可能是弗雷德里克离开提尔前往欧洲执行外交任务时，教区内的问题迫使威廉寻求大主教的帮助。

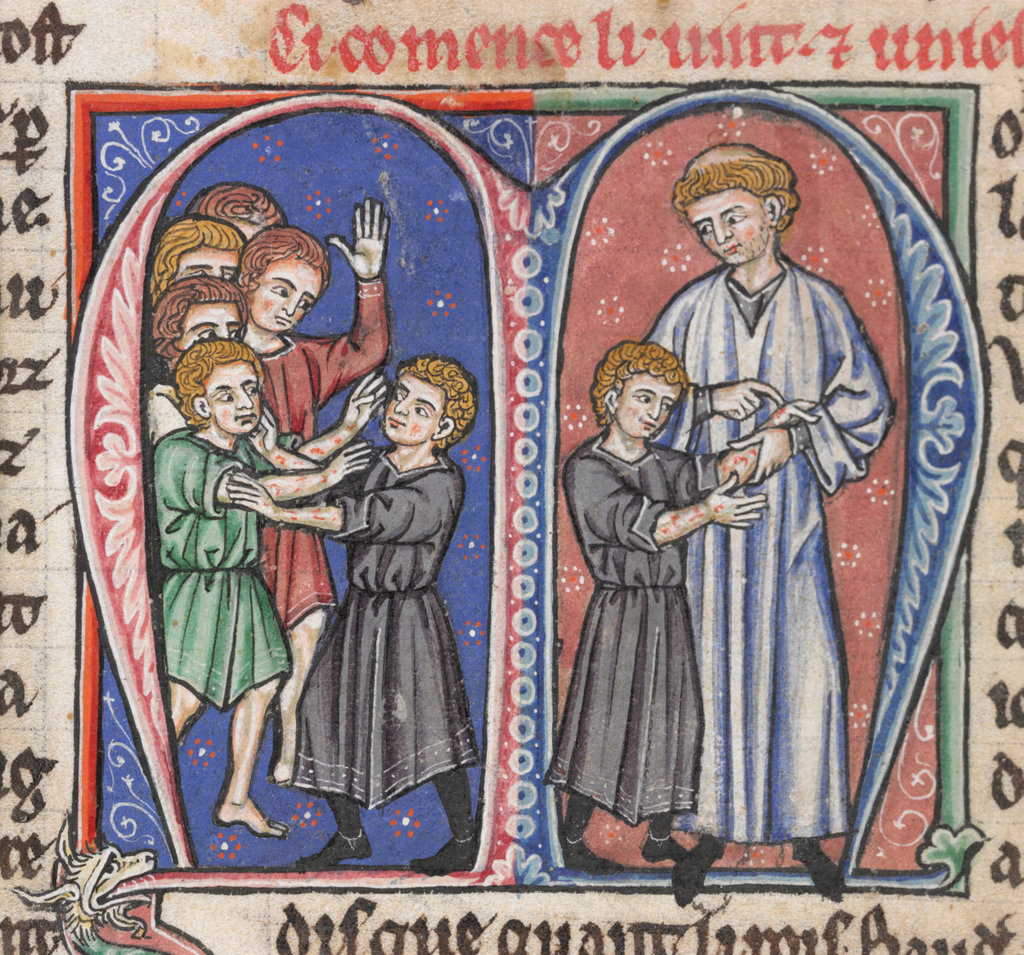
提尔的威廉发现了博杜安的麻风病的最初症状（《希拉克略的历史》【L'Estoire d'Eracles，提尔的威廉的《历史》的法语译本】的手抄本，1250年代绘于法国，现藏于伦敦英国国家图书馆）。

威廉于1170年自罗马归来时，可能受国王阿莫里的委托编写一部王国的历史。他还成为了阿莫里的儿子和继承人鲍德温四世的家庭教师。鮑德溫十三岁时，和几个孩子一起玩耍，他们抓挠彼此的手臂以使对方疼痛。“其他的男孩因为他们的尖叫而显示出了疼痛的迹象，”威廉写道，“尽管他的同伴们并没有对他手下留情，但是博杜安也太能忍了，就像他什么都没感觉到一样⋯⋯谈起这巨大的不幸时，要忍住眼泪是不可能的。”威廉检查了鮑德溫的手臂，意识到这是麻风病可能出现的症状，而这些症状也随鮑德溫的长大而得到确认。
1174年，阿莫里去世，博杜安继位为王，是为博杜安四世。而努尔丁也于1174年去世，其将军萨拉丁在此后十年间巩固了对埃及以及努尔丁在叙利亚的占领地的控制，这使他能够完全包围了耶路撒冷。随后的事件常被解释为两大敌对派系──“宫廷党”和“贵族党”之间的斗争。“宫廷党”由博杜安的母亲、阿莫里的第一任妻子库特奈的阿格尼丝和她的直系亲属以及对王国事务缺乏经验、赞成对萨拉丁开战的新近移居的欧洲移民领导。“贵族党”由的黎波里伯爵雷蒙三世及王国内赞成同穆斯林和平共存的本地贵族领导。这是威廉自己在《历史》中给出的解释，并被后世历史学家作为事实依据采纳。然而，彼得·W·艾德布里（Peter W. Edbury）最近提出，威廉应当被认为持有极大的偏见，因为他明显是雷蒙那一派的，而雷蒙对他日后在政治和宗教机构中步步升迁不无关系。13世纪在法国续写《历史》的作者的描述也应当受到质疑，因为他们和伊贝林家族中雷蒙的支持者是同盟。近世历史学家对这些事件达成的普遍共识是，虽然这是王朝内斗，但“这场分裂不是发生在本土贵族和西方新来者之间，而是发生在国王的母系和父系亲属之间。”
普朗西的迈尔斯曾短暂为博杜安四世摄政，但于1174年10月遇刺，雷蒙三世旋获任为摄政接替迈尔斯。雷蒙任命威廉为耶路撒冷书记长以及拿撒勒总执事，1175年6月6日，威廉当选为提尔大主教，接替在1174年10月去世的拉罗什的弗雷德里克。威廉的书记长职务也许并没有占用他太多的时间；因为有书记处的文书和官员们起草文件，他就没有了亲自捉刀的必要。因此他专注于他的大主教的职责。1177年，他主办了博杜安四世的姐姐西比拉的丈夫蒙特费拉的纪尧姆的葬礼，此时耶路撒冷宗主教内勒的阿莫里因为病重而无法出席。
在1179年，威廉作为耶路撒冷和其它十字军国家代表团的一员出席了第三次拉特朗公会议；代表团其他成员还包括凯撒利亚大主教希拉克略、阿克主教和未来威廉在提尔的继承者乔西乌斯，以及塞巴斯蒂、伯利恒、的黎波里和杰卜莱的主教，还有锡安山的修道院长。宗主教阿莫里和安条克宗主教利摩日的埃莫里没能参加，而威廉和其他主教没有足够的分量来说服教宗亚历山大三世发起新的十字军。然而威廉被亚历山大派遣出使皇帝曼努埃尔，而曼努埃尔又派他前往安条克亲王国完成一项使命。威廉没有详细提到在出使过程中发生了什么，但是他可能商讨了东罗马和耶路撒冷的结盟事宜，以及曼努埃尔对安条克的保护权，在那里，由于受到来自罗马和耶路撒冷的压力，皇帝被迫放弃了恢复希腊宗主教区的企图。威廉离开耶路撒冷两年，于1180年回国。

## 1180年宗主教选举
耶路撒冷在威廉离开期间爆发了一场危机。国王博杜安于1176年到达法定年龄，而雷蒙三世也从摄政的位置上退了下来。但是博杜安身为麻风病人，不可能有孩子，也不能指望还能统治多久。蒙费拉特的威廉于1177年死后，国王博杜安的寡妇姐姐西比拉需要一个新丈夫。1180年复活节，雷蒙和他的表兄弟安条克亲王博希蒙德三世试图强迫西比拉嫁给伊贝林的博杜安，更加激化了两大派系间的分歧。雷蒙和博希蒙德是国王博杜安血缘最近的父系男性亲属，并且可能在国王没有继承人或合适替代者就去世的情况下取得王位。然而，在雷蒙和博希蒙德到达以前，庫特奈的阿格尼絲和国王博杜安就安排西比拉嫁给了普瓦图的新来者吕西尼昂的居伊，而居伊的哥哥吕西尼昂的埃莫里（日后成为耶路撒冷国王）已是在宫廷里站稳了脚跟的人物。
威廉在这场纷争中受到了冲击，因为他被雷蒙指定为书记长，可能在雷蒙被免去摄政职务后失宠了。到宗主教阿莫里于1180年10月6日去世时，他的两个最有希望的候选人是威廉和凯撒利亚的希拉克略。他们在背景和学识方面都不相上下，但是在政治方面他们却结盟于对立的党派，因为希拉克略是库特奈的阿格尼丝的支持者。圣墓教堂的教士们无法作出决定，便向国王征求意见；由于受到阿格尼丝影响，希拉克略成功当选。有传言称阿格尼丝和希拉克略是恋人，但这一信息来源于13世纪带有偏见的《历史》的续篇，而且也没有其他的证据来证实这种说法。威廉自己对这次选举以及希拉克略的角色（或者说其随后的宗主教职位）只字不提，也许反映出他对选举结果感到失望。

## 逝世

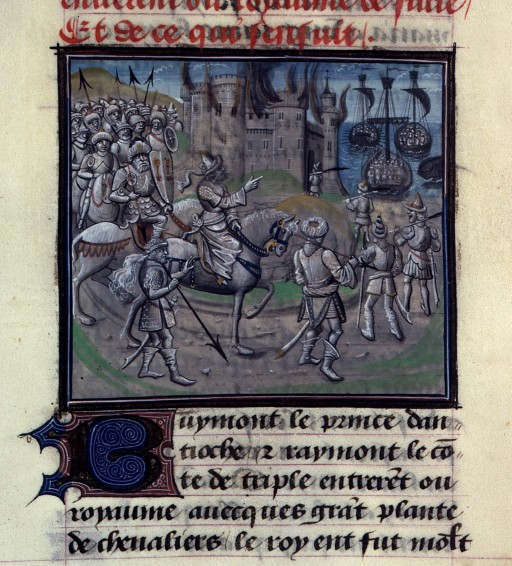
萨拉丁在焚烧一座城镇，来自一份《历史》的古法语译本手稿

威廉后来依旧是提尔大主教和王国书记长，但是他在这段时间的生活详细情况晦涩不清。13世纪的续写者声称希拉克略于1183年将威廉逐出教会，但是不知道希拉克略为何要这么做。这些续写者还称，威廉去罗马向教宗申诉时，希拉克略在那里对他下了毒。根据彼得·艾德布里和约翰·罗（John Rowe）的说法，威廉这几年的生活默默无闻，表明了他没有扮演一个十分重要的政治角色，而是致力于教会事务和书写历史。他被逐出教会，以及不甚清楚的被下毒的故事，可能是古法语续写者凭空编造的。直到1184年，威廉仍留在王国内并继续写作历史，但是随后耶路撒冷内部就因为不同的政治派系而分裂，外部则被萨拉丁的军队重重包围，而“能够形容它们的，唯有一个可悲国家的灾难和它的种种不幸，仅仅是这话题就足以让人哀叹和流泪。”
随着阿格尼丝及其支持者的胜利，以及西贝拉和蒙特费拉的纪尧姆的幼子博杜安五世继位，威廉的地位不再那么显赫。博杜安是个体弱多病的孩子，在位第二年便病逝。结果他的王位在1186年由他的母亲西比拉及其第二任丈夫吕西尼昂的居伊一同继承，共同统治。威廉的健康也许就是在这时候开始恶化的。鲁道夫·希斯坦德（Rudolf Hiestand）发现威廉的死亡日期是9月29日，但是年份没有记录；无论是哪一年，1185年5月上任了一位新的书记长，1186年10月21日上任了一位新的提尔大主教。汉斯·E·梅耶（Hans E. Mayer）总结威廉死于1186年，而这个年份被学者们普遍接受。
威廉对他的国家的不幸预言不到一年就被证实了。在1187年，萨拉丁于哈丁战役击败国王居伊，随后占领了耶路撒冷王国除了威廉的大主教区的所在地提尔以外的其他几乎所有的城市。耶路撒冷陷落的消息震惊了欧洲，人们计划派出援军。根据温多弗的罗杰所述，在英格兰国王亨利二世和法兰克人之王菲利普二世于1188年同意参加十字军的时候，威廉出现在了法国的吉索尔；“于是英格兰人的王先抓住了兰斯大主教和提尔的威廉手中的十字架，后者被我主教宗委托以使节一职处理欧洲西部的十字军事务。”然而罗杰弄错了；他知道某个不知叫什么的提尔大主教出现了，就以为那一定是写自己手里的那部编年史的那个威廉，尽管这个可疑的大主教实际上是威廉的继任者乔西乌斯。

## 作品
威廉说他曾写过一篇第三次拉特朗公会议的记录，但是该记录没有保存下来。他也曾写过一部从穆罕默德崛起到1184年的圣地的历史，其中他使用亚历山大港的尤提丘斯（Eutychius of Alexandria）作为他的主要来源。这部作品在13世纪的欧洲似乎很著名，但是也没能保存下来。奥古斯特·C·克雷（August C. Krey）认为威廉的阿拉伯语来源可能是来自大马士革外交官乌萨马·伊本·蒙克夫（Usamah ibn Munqidh）的藏书，此人的藏书在1154年的一场海难中被鲍德温三世缴获。然而，阿兰·V·穆莱 （Alan V. Murray）辩称，至少在他的编年史中对波斯人和土耳其人的记述，威廉是依据圣经和早期的中世纪传说而非真实的历史，而他的知识“主要不是东方的民族历史而是西方的神话。”

### 拉丁文编年史
在当前的工作中我们似乎已经陷入了各种危险和困境中。因为，由于一系列事件的需求，在这个课题中我们现在加上了许多国王们的关于角色、生活，以及个性的细节，无论这些事实是值得赞扬还是应当被批评。也许当这些君主的后人细读这部作品的时候，可能会觉得这种处理方式令人难以容忍，怒骂那个编年史作家必遭报应。他们不是认为他虚伪，就是嫉妒他——这两项指控的内容，神明在上，我们努力避之如瘟疫。——提尔的威廉，《历史》的序言
威廉最伟大的作品是一部拉丁语编年史，写于1170到1184年之间。它包含了二十三本书；最后的一本书，论述了1183年和1184年初的事件，只有一篇序言和一个章节，所以它不是没有完成就是剩余的书页在整部编年史被复制以前就散失了。第一本书开始于七世纪欧麦尔征服叙利亚，但是另一方面这部作品还论述了第一次十字军的到来以及随后耶路撒冷王国的政治历史。顺序安排是按时间来的，但是写的顺序不是；最先写好的部分可能是1167年入侵埃及的章节，这一段极为详细，可能在1171年法蒂玛王朝被推翻前就编写好了。《历史》的大部分在威廉动身去参加拉特朗公会议之前就写好了，但是在他1180年返回以后又做了新的添加和修正，也许因为他这时意识到欧洲的读者也会对王国的历史感兴趣。在1184年他写了序言并开始写第二十三本书。
威廉引用了诸多第一次十字军时代的编年史，包括沙特尔的富尔彻（Fulcher of Chartres）、艾克斯的阿尔伯特（Albert of Aix）、阿吉勒斯的雷蒙德（Raymond of Aguilers）、多尔的巴德里克（Baldric of Dol），和《法兰克人的事迹（Gesta Francorum）》，以及王国档案馆里的其它文件。他使用了书记长瓦尔特（Walter the Chancellor）和其它现已失传的作品来完成安条克亲王国的历史。自富尔彻的编年史于1127年截止以后，威廉是来自生活在耶路撒冷的作家的信息的唯一来源。因为诸多事件都是在威廉活着的时候发生的，对于他要写的事件，他可以访问那些年长的目击者，并存于自己的记忆中。
威廉接受的古典教育使他可以比许多中世纪作者更为优秀地创作拉丁文作品。他用到了众多古罗马和早期的基督教作家，不是作为引用，就是作为《历史》的框架和组织的灵感来源。他的词汇几乎完全是古典式的，只有极少的中世纪构词，例如“loricator”（做盔甲的人，借译于阿拉伯语中的“zarra”一词）和“assellare”（让某人空腹）。他能够使用巧妙的文字游戏和高级的修辞手法，但是他倾向于使用许多重复的单词和短语。他的文章里也出现了许多在纯粹的古典拉丁文里不常见或没有，但是在中世纪拉丁语里不少见的措辞和拼写，例如：
- 反身和物主代词之间的混淆；
- 宾格和离格之间的混淆使用，尤其是在介词in之后；
- 重叠的双元音（即拉丁语里的ae和oe直接拼写为e）；
- 与格“mihi”（“对我”）拼写为“michi”；
- 单个的“s”常被写成两个，例如在地名形容词的结尾他常常拼写为“-enssis”；这种拼写也被用于表现阿拉伯语里的“sh”，一个拉丁语里缺乏的音，例如在“沙瓦（Shawar）”这个名字里他拼写成“Ssauar”。[43]

### 文学主题和偏见

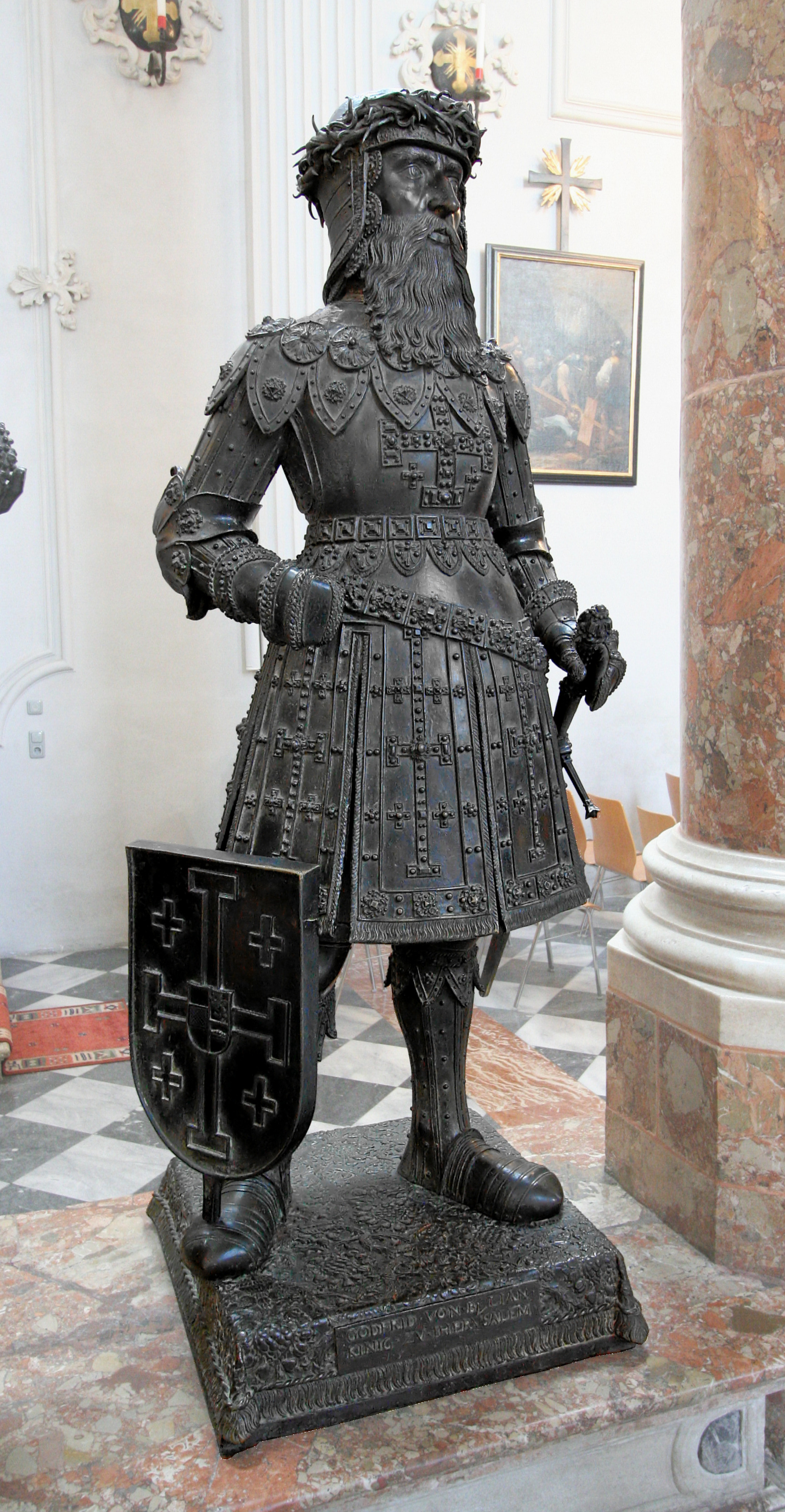
十六世纪布永的戈弗雷的青铜像，位于因斯布鲁克的宫廷教堂中的神圣罗马皇帝马克西米利安一世纪念馆附近的英雄群像中。在威廉的时代，戈弗雷被看作第一次十字军的一位英雄的领袖，而他的力量和美德已成为了传奇。

除去他对基督教作家和圣经的引用不谈，威廉并没有将太多的重点放在神对人类事务的干涉上面，结果弄出了一部多少有点“世俗”的历史。然而，他还是收录了许多明显带有传说性质的信息，尤其是提到第一次十字军东征时，这段时期在他的时代甚至已经被当成了一个伟大基督教英雄的时代。由艾克斯的阿尔伯特的记述推测得知，隱士彼得对第一次十字军的动员居功至伟，并指出是他，而非教宗乌尔班二世，才是最早构想了十字军运动的人。布永的戈弗雷，十字军耶路撒冷的首位统治者，也被描述为从一开始就是十字军的领袖，威廉将其归功于他传奇的力量和美德。这反映出了戈弗雷和其他的第一次十字军人在十二世纪后期耶路撒冷居民心中近乎神话的地位。
威廉给出了他那个时代国王们的细致入微的画面。他声称被阿马尔里克国王亲自委托进行书写，但是威廉不允许自己过分地赞美国王；例如，阿马尔里克不尊重教会的权利，还有尽管他是个很好的军事指挥官，他还是没能阻止邻近的穆斯林国家日益增长的威胁。在个人层面上，威廉很欣赏国王的学识和他对历史和法律的兴趣，但是也注意到阿马尔里克“胸部像女人的一样下垂到腰”，并且当国王对死后复活提出质疑时感到震惊。
然而，关于阿马尔里克的儿子鲍德温四世，“毫无疑问”鲍德温在令他虚弱的麻风病面前唯有英勇可以形容，甚至尚未成年就领导了抵抗萨拉丁的军事行动；威廉对于那些实际并非由鲍德温负责的行动，往往就掩饰过去，宁可将他的赞美指向饱受痛苦的国王，而非其麾下的指挥官们。威廉的历史可以被看作是一个辩护，一个文学上的维护，为了王国，更具体地说是为了鲍德温的统治。到1170年代和1180年代，西欧人都不愿来支援王国，部分原因是路途遥远，而欧洲也有更紧迫的问题，但也是因为麻风病常被认为是神的惩罚。
威廉对圣殿骑士团有偏见是出了名的，他认为后者傲慢自大，对世俗和宗教阶层都颇为无礼，因为他们无需缴纳什一税，在法律上只对教宗负责。尽管是在几十年后动笔的，威廉是最早描述圣殿骑士团奠基的作家。在谈论他们的早期时，他通常对他们赞许有加，但是对他们在他的时代所拥有的权力和影响却颇为怨恨。威廉指责他们阻碍了1153年的阿斯卡隆之围；在1165年对一处骑兵要塞的防守中表现拙劣，因为这事十二个圣殿骑士被国王阿马尔里克吊死了；对1168年入侵埃及的行动暗中作梗；以及1173谋杀了阿萨辛派的大使。
和十二世纪的其他拉丁语作家相比，威廉在拜占庭帝国惊人地备受欢迎。他曾作为官方大使出访拜占庭宫廷，可能比其他任何拉丁文编年史作家都了解拜占庭的事情。他对阿历克塞一世·科穆宁在第一次十字军东征时的所作所为评价颇低，尽管他也批评了一些十字军对阿历克塞的做法。阿历克塞的儿子约翰二世·科穆宁则给他留下了更为深刻的印象；他不赞成约翰将十字军的安条克亲王国纳入拜占庭控制下的企图，但是约翰对希腊人和拉丁人的共同敌人穆斯林国家的军事远征，则被认为是令人钦佩的。威廉在他访问君士坦丁堡时见到的皇帝曼努埃尔，则被描述为更具有矛盾，和阿马尔里克国王很像。威廉本人对他很敬佩，但也意识到帝国无力帮助耶路撒冷对抗努尔丁和萨拉丁的穆斯林大军。威廉对1169年针对埃及的联合军事行动的失败特别失望。在结束《历史》的时候恰逢君士坦丁堡的拉丁大屠杀以及安德洛尼卡一世·科穆宁政变之后的混乱，而在他对那些事件的描述中，威廉当然也难免会有西欧文献中常见的极端反希腊言辞。
作为中世纪的基督徒作家，威廉几乎无法避免对王国的穆斯林邻居们的敌视，但是作为一个生活在东方的穆斯林中间的饱学之士，他对伊斯兰教很少讨论或完全不屑一顾。他并不把穆斯林当作异教徒，而是认为他们属于基督教的异端，遵循着某个假先知的教诲。他经常赞美他那个时代的穆斯林领袖，尽管他也哀叹他们压在基督教王国头上的力量；因此穆斯林统治者例如麦因·阿德-丁·乌讷尔（Mu'in ad-Din Unur）、努尔丁、谢尔库赫，甚至是耶路撒冷最终的征服者萨拉丁都被描述为光荣和虔诚的人，而这些特点威廉并没有用在许多他自己的基督徒同辈身上。

### 编年史的流传
在威廉死后，《历史》一书在十字军国家中复制和流传，并最终被带到欧洲。在13世纪，维提的雅克（Jacques de Vitry）在担任阿克主教的时候有机会获得了一部抄本，它被巴佐谢的居伊（Guy of Bazoches）、巴黎人马修（Matthew Paris）和温多弗的罗杰（Roger of Wendover）用在自己的编年史中。然而，只有十份已知的手稿包含了拉丁语编年史，它们都来自法兰西和英格兰，因此威廉的作品不可能以原来的形式被广泛阅读。然而，在英格兰，在加入了来自《国王理查之旅（Itinerarium Regis Ricardi）》和豪登的罗杰（Roger of Hoveden）的编年史的补充信息后，《历史》被以拉丁文扩写了；这个版本大约写于1220年。
威廉自己给他的编年史取的标题已不得而知，尽管一些手稿使用了《大海彼岸的往事的历史》，另一些使用了《耶路撒冷历史》。拉丁文本于1549年在巴塞尔首次被尼古拉·布希兰日（Nicholas Brylinger）印刷成册；此外它在1611年被雅克·邦加斯（Jacques Bongars）编入《法国人的历史（Gesta Dei per Francos）》出版，又于1844年被奥古斯特-亚瑟·贝努（Auguste-Arthur Beugnot）和奥古斯特·勒普雷沃（Auguste Le Prévost）编入《十字军历史学家文集（Recueil des historiens des croisades）（RHC）》出版，而邦加斯的文本又于1855年被雅克·保罗·米涅（Jacques Paul Migne）在《拉丁文集（Patrologia Latina）》中重印。现行标准的拉丁文考证版，基于六个现存的抄本，于1986年被R·B·C·惠更斯以《提尔大主教威廉的编年史（Willelmi Tyrensis Archiepiscopi Chronicon）》在《基督教文集（Corpus Christianorum）》中出版，附加了汉斯·E·梅耶和格哈德·罗什（Gerhard Rösch）的笔记。RHC版在1943年被埃米利·A·巴考克（Emily A. Babcock）和奥古斯特·C·克雷（August C. Krey）以“海那边发生的一段历史”之名翻译成英语，尽管这个译本有时并不完全和正确。

### 古法语译本
一部大约在1223年完成的《历史》的古法语译本，流传极广，并在13世纪有许多无名的添写。和现存的拉丁文手稿相比，有“至少五十九份手稿或手稿残片”包含了古法语译本。还有埃尔努（Ernoul）和财务官伯纳德（Bernard le Trésorier）独立的法语续本。此译本有时也叫《征服之书（Livre dou conqueste）》；它以这个名称在全欧洲以及十字军的塞浦路斯王国和奇里乞亚亚美尼亚知名，而14世纪的威尼斯地理学家长者马利诺·桑努托（Marino Sanuto the Elder）有它的一份拷贝。在13世纪晚期卡斯蒂利亚的智者阿方索在位的时候，法语版又以《海外大征服（Gran Conquista de Ultramar）》之名进一步被翻成西班牙语。法语版是如此的广流传以至于文艺复兴作家弗朗切斯科·皮皮诺（Francesco Pipino）又将它翻回了拉丁文，却不知道拉丁文原版已经存在了。一部译自法语的中古英语译本则于15世纪由威廉·卡克斯顿所作。

## 现代评价
晚至20世纪，都无人质疑威廉是中立的历史学家。例如，奥古斯特·C·克雷相信“他的公正性⋯⋯和他的批判能力相比毫不逊色。”尽管威廉有如此之高的声誉，但D·W·T·C·维塞（D. W. T. C. Vessey）还是表明威廉肯定不是公正的观察者，尤其是在处理12世纪70年代和12世纪80年代的事件时。维塞认为，威廉声称自己获阿莫里委托，是典型的古典及中世纪套话或文学主题。在这一文学主题方面，英明的统治者暨文史爱好者，希望将他在位时的丰功伟绩留给后人品读。威廉声明自己的作品不偏不倚，也是古典及中世纪历史著作中的典型惯用词。
他将博杜安四世描绘成英雄，是为了“维护他自己党派的政治利益，并抹黑其对手。”如上所述，威廉反对博杜安的母亲库特奈的阿格尼丝、大主教希拉克略及其支持者；他对博杜安在位时发生的事件的解释，以前被认为是几乎毫无疑问的事实。在20世纪中叶，马歇尔·W·鲍德温（Marshall W. Baldwin）、史蒂文·朗西曼和汉斯·E·梅耶都是沿用其观点的重要人物，而近来维塞、彼得·艾德布里和伯纳德·汉密尔顿（Bernard Hamilton）对这一时期的重新评估，很大程度上减弱了威廉的影响。
《历史》中一个常见的缺陷是威廉总是记不住日期。“年表有时是混乱的，日期也给错了。”甚至是诸如耶路撒冷国王在位时期之类的基本信息，也有错误。例如，威廉给出了阿莫里的死亡日期是1173年6月11日，但实际上这发生在1174年。
虽然他有这些偏见和错误，威廉仍“一直被认为是最伟大的中世纪作家之一。”史蒂芬·朗西曼写道，“他有宽广的视野；他理解他那个时代的重大事件在历史中的意义和因果关系。”克里斯托夫·泰尔曼（Christopher Tyerman）称他为“历史学家中的历史学家”以及“十字军历史学家中最伟大者”，而伯纳德·汉密尔顿“公正地说，”他“是中世纪最好的历史学家之一”。正如《中世纪词典》（Dictionary of the Middle Ages）所说，“威廉汇集、评价来源，并用优美而且原汁原味的拉丁文写下了一部带有批判性的和有见地的（尽管时间顺序有误）叙述的成就，使他成为了一位杰出的历史学家，即使是现在，以学术的标准来看，也毫不逊色。”